# Nucleo interstiziale di Cajal
Il nucleo interstiziale di Cajal è una porzione del nucleo del tronco encefalico appartenente al tegmento del peduncolo del mesencefalo e facente parte del raggruppamento dei nuclei del fascicolo longitudinale mediale. 

## Descrizione
Caudalmente si confonde parzialmente con la capsula di sostanza bianca che circonda il nucleo rosso. Esso dà origine a fibre che, insieme a fibre originate da nuclei pretettali, dai collicoli superiori, dal nucleo di Darkschewitsch e dai nuclei abenulari, decorrono nella commessura posteriore e prendono connessione con i nuclei visceroeffettori del nervo oculomotore (nuclei di Edinger-Westphal). Tali fibre giocano un ruolo nella regolazione dei riflessi bilaterali pupillari alla luce e nell'accomodazione.